# Acanthodaphne sabellii
Acanthodaphne sabellii é uma espécie de gastrópode do gênero Acanthodaphne, pertencente a família Raphitomidae.